# Choroby reumatyczne
Choroby reumatyczne (potocznie reumatyzm) – grupa chorób charakteryzujących się przewlekłymi zmianami zapalnymi w obrębie tkanki łącznej, spowodowanymi najczęściej reakcją autoimmunologiczną. Grupa chorób reumatycznych objawia się często zmianami chorobowymi w stawach i kościach, dając objawy bólowe i w skrajnych przypadkach ograniczenie ruchomości stawów, aż do całkowitego ich usztywnienia. Słowem „reumatyzm” lub też „gościec” najczęściej określa się w mowie potocznej reumatoidalne zapalenie stawów.

## Podział
Najczęściej stosowanym podziałem chorób reumatycznych jest ten zaproponowany przez American Rheumatism Association w 1983 roku. Według tego podziału choroby reumatyczne należą do dziesięciu grup:
1. Układowe choroby tkanki łącznej
  1. Reumatoidalne zapalenie stawów
  2. Młodzieńcze idiopatyczne zapalenie stawów
  3. Toczeń rumieniowaty układowy
  4. Twardzina
  5. Zapalenie wielomięśniowe i zapalenie skórno-mięśniowe
  6. Martwicze zapalenia naczyń i inne choroby naczyń:
    1. Guzkowe zapalenie tętnic
    2. Zapalenia naczyń z nadwrażliwości
    3. Ziarniniakowatość z zapaleniem naczyń
    4. Olbrzymiokomórkowe zapalenia tętnic
      1. Zapalenie tętnicy skroniowej
      2. Choroba Takayasu

    5. Choroba Kawasakiego
    6. Choroba Behçeta
    7. Krioglobulinemia

  7. Zespół Sjögrena
  8. Zespoły nakładania
  9. Inne:
    1. Polimialgia reumatyczna
    2. Zapalenie tkanki tłuszczowej
    3. Rumień guzowaty
    4. Nawracające zapalenie chrząstek
    5. Zapalenie powięzi z eozynofilią
    6. Choroba Stilla u dorosłych
2. Zapalenia stawów z towarzyszącym zapaleniem kręgosłupa (spondyloartropatie)
  1. Zesztywniające zapalenie stawów kręgosłupa
  2. Reaktywne zapalenie stawów
  3. Łuszczycowe zapalenie stawów
  4. Zapalenia stawów towarzyszące przewlekłym zapalnym chorobom jelit
3. Choroba zwyrodnieniowa stawów
  1. Pierwotna
  2. Wtórna
4. Zapalenia stawów, zapalenia pochewek ścięgien i kaletek maziowych towarzyszące zakażeniom
5. Choroby stawów towarzyszące chorobom metabolicznym i dokrewnym
  1. Choroby związane z obecnością kryształów
  2. Zaburzenia biochemiczne
  3. Choroby gruczołów dokrewnych
  4. Choroby z niedoboru odporności
  5. Choroby dziedziczne:
    1. Arthrogryposis multiplex congenita
    2. Zespoły nadmiernej wiotkości (elastopatie)
    3. Postępujące kostniejące zapalenie mięśni
6. Nowotwory
  1. Nowotwory pierwotne stawów
    1. Maziówczak
    2. Mięsak maziówkowy

  2. Nowotwory przerzutowe
  3. Szpiczak mnogi
  4. Białaczki, chłoniaki
  5. Synovitis villonodularis
  6. Osteochondromatosis
  7. Inne
7. Zaburzenia nerwowo-naczyniowe
  1. Stawy Charcota
  2. Zespoły uciskowe
    1. Obwodowe zespoły uciskowe
      1. Zespół cieśni nadgarstka
      2. Zespół kanału Guyona
      3. Zespół kanału łokciowego

    2. Zespoły korzeniowe (radikulopatie)
    3. Zespół cieśni kanału rdzeniowego

  3. Odruchowa dystrofia współczulna
  4. Inne
8. Choroby kości i chrząstek
  1. Osteoporoza
  2. Osteomalacja
  3. Osteoartropatia przerostowa
  4. Uogólniona samoistna hiperostoza szkieletu
  5. Zapalenia kości
    1. Uogólnione (choroba Pageta)
    2. Miejscowe

  6. Martwice niedokrwienne kości
  7. Osteochondritis dissecans
  8. Dysplazja kości i stawów
  9. Złuszczenie głowy nasady kości udowej
  10. Costochondritis
  11. Osteoliza i chondroliza
  12. Zapalenie kości i szpiku (osteomyelitis)
9. Zmiany pozastawowe
  1. Zespół bólowy mięśniowo-powięziowy
    1. Uogólniony (fibromialgia)
    2. Miejscowy

  2. Zmiany w krążkach międzykręgowych
  3. Zapalenia ścięgien
  4. Torbiele
  5. Zapalenia powięzi
  6. Przewlekłe napięcie więzadeł i mięśni
  7. Zaburzenia naczynioruchowe
  8. Różne zespoły bólowe
10. Różne zaburzenia
  1. Różne zaburzenia z towarzyszącymi objawami stawowymi:
    1. Urazy
    2. Zaburzenia wewnętrzne stawu
    3. Choroby trzustki
    4. Sarkoidoza
    5. Reumatyzm palindromiczny
    6. Okresowa puchlina stawów
    7. Rumień guzowaty
    8. Hemofilie

  2. Inne
    1. Siatkowica histiocytowa wieloogniskowa
    2. Rodzinna gorączka śródziemnomorska
    3. Zespół Goodpasture’a
    4. Przewlekłe aktywne zapalenie wątroby
    5. Polekowe zespoły reumatyczne
    6. Zespół towarzyszący dializom
    7. Zapalenia błony maziowej wywołane przez ciało obce
    8. Trądzik i hidratenitis suppurativa
    9. Zapalenie krostkowe dłoni i podeszew (zespół SAPHO)
    10. Zespół Sweeta
    11. Inne